# Abborrtjärnen (Burträsks socken, Västerbotten, 714780-173591)
Abborrtjärnen är en sjö i Skellefteå kommun i Västerbotten och ingår i Kålabodaåns huvudavrinningsområde.